# Signe de Homans
Le signe de Homans est une douleur provoquée du mollet à la dorsiflexion du pied. Il fut décrit par John Homans en 1944.
C'est un signe recherché lors d'une suspicion de thrombose veineuse profonde à l'examen clinique, mais il ne peut pas faire le diagnostic. L'échographie-doppler des membres inférieurs est l'outil diagnostique privilégié.
Il s'agit d'un signe peu sensible et peu spécifique,,. Durant toute sa vie, John Homans a essayé de le montrer, mais les médecins, voyant en ce signe une méthode simple ont continué à le chercher et à l'enseigner.[réf. nécessaire] Il est obtenu en effectuant une flexion dorsale du pied sur la jambe (tendue ou pas). Ce mouvement (qui vise à amener la pointe du pied vers le genou) entraîne une douleur du mollet et signe la positivité du signe de Homans. Le problème est que nombre de thromboses veineuses profondes sont non douloureuses et que nombre de douleurs du mollet liées à la flexion du pied ne sont pas des thromboses veineuses profondes.

## Ne pas confondre
- Signe de Hoffman